# 경상공업고등학교
경상공업고등학교(慶尙工業高等學校)는 대한민국 대구광역시 남구 대명동에 있는 사립 고등학교이다.
방학을 ㅈㄴ늦게한다 아직도 학교를 가고있다

## 학교 연혁
- 1960년 1월 7일 : 학교법인 일용학원 설립
- 1967년 3월 2일 : 경상공업고등학교 설립, 개교(전자, 기관, 통신 3과 9학급), 초대 김홍준 교장 취임
- 1973년 11월 6일 : 육군 본부와 군기술 위탁생 훈련 교육 협약 체결
- 1978년 10월 18일 : 학칙개정 야간부 설치학과 세분화(1부 기계조립, 기계제도, 전기기기, 건축제도, 토목제도, 토목측량 6과 36학급) (2부 전기기기, 건축제도 2과 12학급) (계 48학급)
- 1997년 10월 16일 : 실습동 죽암1관 신축공사 준공 (1동 2,994m2)
- 1999년 5월 3일 : 일용 태권도 체육관 준공(666 m2)
- 2001년 5월 24일 : 급식소 및 실습동(죽암2관) 준공 (1,380m2)
- 2003년 5월 8일 : 초대 교장 일용 김홍준 선생 흉상 제막
- 2006년 7월 31일 : 지능형로봇 특성학과 지정 학칙개정(토목정보과 2반, 지능형로봇과 2반, 건축디자인과 4반, 전기계측제어과 4반, 전자기계과 4반 계 5과 48학급)
- 2010년 2월 9일 : 일용관 준공(연 면적 2,992m2)
- 2012년 3월 27일 : 전 학과 특성화 지정 학칙변경. 지능형로봇과 2반, 전자기계과 6반, 전기전자과 4반, 건설공간정보과 4반 계 4과 48학급
- 2021년 1월 8일 : 제52회 졸업식 (365명 졸업) 졸업생 총수(35,284명)
- 2021년 3월 2일 : 제5대 임성욱 교장 취임
- 2021년 3월 2일 : 2021학년도 입학식 (336명 입학)

## 설치 학과
- 전기전자과
- 전자기계과
- 건설공간정보과
- 스마트모빌리티과 (2025년 신입생부터 시작)

## 참고 자료
- 경상공업고등학교 - 한국교육학술정보원 학교알리미